# دارين فان هورن
دارين فـان هورن (بالإنجليزية: Darrin Van Horn)‏ (7 سبتمبر 1968 بمورغان سيتي في الولايات المتحدة - ) هو ملاكم أمريكي.

## إحصائيات
خاض خلال مسيرته 56 نزالا، فاز في 53 ولم يتعادل وخسر في 3. فاز بالضربة القاضية في 29 نزالا.

## روابط خارجية
- دارين فـان هورن على موقع بوكس ريك (الإنجليزية) (registration required)